# 54.ª Brigada Mixta (Ejército Popular de la República)
La 54.ª Brigada Mixta fue una de las Brigadas Mixtas creadas por el Ejército Popular de la República para la defensa de la Segunda República española durante la guerra civil española. Estuvo presente en el Frente de Andalucía, donde mantuvo una tranquila existencia.

## Historial
La unidad se formó en marzo de 1937 en la localidad almeriense de Viator con asignación de los batallones «Lenin» (215.º) , «Cervera», «Motril» y «Antonio Coll» (214.º); Su primer jefe fue el comandante de Infantería Luis Molina Suárez, mientras el capitán de milicias Antonio Martínez Martínez fue el jefe de Estado Mayor. Este sería reemplazado por el capitán de Infantería Luis Soler-Espiauba Cánovas, al que posteriormente sucedieron en el cargo el capitán de infantería Blas Bermejo Pelegrín y el capitán de milicias Casas.Los mandos de batallón correspondieron: al teniente Juan Mesa Román, el del 213º; al teniente Diego Molina Guerrero, el del 214º; al capitán Juan Román Funes, el del 215º; y al mayor de milicias Rafael García Guidet, el del 216º. La Brigada quedó adscrita a la 23.ª División que estaba integrada en el XXIII Cuerpo de Ejército.
Después de terminar su instrucción fue enviada al sector de Ugíjar en el frente de Sierra Nevada, donde permanecería toda la guerra. En su sector solo se produjeron dos intentos de asalto a las posiciones contrarias, en junio y agosto de 1937, con un elevado número de bajas para la unidad. Dado que era un frente sin mucha actividad, la unidad permaneció en posiciones defensivas hasta el final de la guerra en 1939.